# Brian Bulgaç
Brian Bulgaç (Amesterdão, 7 de abril de 1988), é um ciclista profissional neerlandês que atualmente corre para a equipa Team Vorarlberg.

## Biografia

### Inícios em Duatlo
Nascido em Amesterdão, Bulgaç começou a sua carreira no duatlo e tomou parte de várias carreiras em campeonatos mundiais júnior da Europa, terminando três vezes no top 20. O tinha um grande futuro neste desporto, mas uma lesão no tendão de Aquiles fez que as suas terapias de recuperação fossem montando bicicleta, o seu interesse neste desporto foi crescendo e após a sua recuperação decidiu se focar no ciclismo.

### 2010: estreia como profissional na Rabobank Continental
Com um segundo lugar na etapa duas e um terceiro lugar na geral na Volta a Liège de 2009, com esta actuação Bulgaç ganhou um lugar na Rabobank Continental para a temporada de 2010.
As suas actuações para a Rabobank não foram demasiados convincentes para que permanecesse na equipa para 2011, com um quinto lugar no prólogo da Jadranska Magistrala e um nono lugar na Ronde van Midden-Nederland como os seus melhores resultados.

### 2011: amador no filial da Omega Pharma-Lotto
A Omega Pharma-Lotto ofereceu-lhe uma oportunidade para que disputasse algumas carreiras pequenas com a sua equipa de desenvolvimento, ficou com a classificação geral do Tríptico das Ardenas de uma carreira que tem visto ganhar a Ivan Basso, Paolo Tiralongo e Philippe Gilbert. Terminando no ano ganhou a Volta a Liège. Com a ajuda de Kurt Van De Wouwer assinou contrato com a Lotto-Belisol.

### 2012-2013: Lotto-Belisol
Fez a seu estreia no giro d'Italia de 2012 em onde se escapou duas vezes mas nunca conseguiu atingir a meta antes que fossem atingidos pelo pelotão, em seu primeiro grande tour terminou 102° na geral.

## Palmarés
Ainda não tem conseguido vitórias como profissional.

## Equipas
- Rabobank Continental Team (2010)
- Lotto-Belisol (2012-2013)
  - Lotto Belisol Team (2012)
  - Lotto Belisol (2013)
- Parkhotel Valkenburg CT (2014)[2]
- Team Giant-Shimano (2014)[3]
- Team Lotto NL-Jumbo (2015)
- Team Vorarlberg (2016)